# Cytheropteron carolae
Cytheropteron carolae är en kräftdjursart som beskrevs av Brouwers 1994. Cytheropteron carolae ingår i släktet Cytheropteron och familjen Cytheruridae. Inga underarter finns listade i Catalogue of Life.